# Булеєшть
Булеєшть (рум. Bulăiești) — село в Оргіївському районі Молдови. Утворює окрему комуну.

## Населення
За даними перепису населення 2004 року у селі проживали 1719 осіб; 2014 рік - 1318 осіб.
Національний склад населення села:
| Національність    | 2004           | 2004      | 2014           | 2014      |
| Національність    | Кількість осіб | Частка, % | Кількість осіб | Частка, % |
| ----------------- | -------------- | --------- | -------------- | --------- |
| українці          | 1560           | 90,8      | 1127           | 85,5      |
| молдавани румуни  | 110 3          | 6,4 0,2   | 147 0          | 11,2 0    |
| росіяни           | 30             | 1,7       | 28             | 2,1       |
| гагаузи           | 9              | 0,5       | ...            | ...       |
| інша / не вказали | 7              | 0,4       | 16             | 1,2       |
| Всього            | 1719           | 100       | 1318           | 100       |

Повсякденна мова мешканців села (2014, %):
| мова                 | кількість осіб | частка, % |
| -------------------- | -------------- | --------- |
| українська           | 1088           | 82,55     |
| російська            | 160            | 12,14     |
| молдовська/румунська | 55             | 4,17      |
| інша/не вказали      | 15             | 1,14      |